# Jordi Pujol
Jordi Pujol i Soley (Barcelona, 9 de junio de 1930) es un expolítico español de ideología conservadora y nacionalista catalana.
Es considerado uno de los principales líderes del nacionalismo catalán en el último tercio del siglo XX, así como uno de los principales políticos de Cataluña en las últimas décadas. Fue el fundador y primer líder del partido Convergencia Democrática de Cataluña (CDC) —posteriormente integrado en la federación Convergència i Unió (CiU)—, formación que consiguió obtener una posición hegemónica en Cataluña tras el final de la dictadura franquista. Además, fue presidente de la Generalidad de Cataluña entre 1980 y 2003, cargo que le llevó a ser uno de los más destacados políticos a nivel nacional.
Contrajo matrimonio con Marta Ferrusola en 1956, con la que ha tenido siete hijos.
Tras su salida de la Generalidad de Cataluña y de la dirección de CiU, Pujol se retiró de la primera línea de la política. Sin embargo, en los últimos años se ha visto afectado por el llamado Caso Pujol. Tanto al padre como a los hijos —principalmente, Oriol, Jordi y Oleguer— se los vincula con diferentes casos de corrupción y con la titularidad de abultadas cuentas corrientes en diferentes paraísos fiscales, aunque de forma más señalada en bancos de Andorra. Este escándalo ha supuesto un serio descrédito de su figura entre la opinión pública, así como el inicio de actuaciones judiciales para derivar responsabilidades.
Pujol, que practicó el culto a la personalidad, gozó en Cataluña de un importante apoyo electoral y llegó a mantener en la región un liderazgo político indiscutible durante las últimas dos décadas del siglo XX. Diversos autores han venido en denominar con el nombre de «pujolismo» al movimiento político y social creado en torno a su figura.

## Biografía

### Juventud y estudios
Jordi nació el 9 de junio de 1930, en el número 15 de la calle Septimania de Barcelona. Además de Jordi y María, los padres tuvieron un tercer hijo, Juan, que murió a los pocos meses de nacer. El ambiente catalanista que respiró Jordi desde pequeño en la familia le influyó decisivamente. Cuando tenía cinco años, buscando una escuela de calidad y no religiosa, decidieron apuntarle al Colegio Alemán de Barcelona,
Al estallar la guerra civil en 1936, la escuela cerró y la familia Pujol Soley se volvió a vivir a Premiá de Dalt. Una vez terminada la guerra, en 1939, vuelven a Barcelona y Jordi se matricula de nuevo en el Colegio Alemán durante la Segunda Guerra Mundial. Pujol había aprendido perfectamente el alemán, el francés y el español. En 1942 comenzó a estudiar catalán —cuyo uso oficial y/o administrativo entonces estaba prohibido— solo con la ayuda de una gramática catalana de la editorial Barcino. Más tarde profundizaría los estudios de catalán de manera privada en casa del pedagogo Joan Triadú. Con quince años termina el bachillerato en la Academia Pérez Iborra.
En 1946 comenzó sus estudios de Medicina en la Universidad de Barcelona. Durante los primeros años universitarios militó en diversas asociaciones católicas y, sobre todo, de la lengua y la cultura catalanas, anuladas por la dictadura en los años de la posguerra. Entre otros, destaca el Grupo Torras y Bages (1947) —donde coincidió con el activista Pedro Figuera y Serra—, la Cofradía de la Virgen de Montserrat de Virtelia (1950 a 1954) y el grupo Crist/Catalunya (CC), en 1954. Dos personas vinculadas a estos movimientos influyeron en su educación católica y catalana: el padre Llumá, director espiritual de la cofradía, y Raimon Galí en CC. En 1948 conoció a Albert Manent, que se convirtió en otro de sus mentores intelectuales.
Durante los últimos años universitarios, entre 1950 y 1954, con una carrera que no le llenaba, con una barrera infranqueable en el terreno político y cultural, y con una relación cada vez mayor con la cofradía, Jordi Pujol se refugió en la fe cristiana y estuvo a punto de decidirse por la vocación religiosa.
Terminada la carrera, entró como gerente en los Laboratorios Martín Cuatrecasas, después Laboratorios Fides, donde su padre había comprado una cantidad importante de acciones. Allí impulsó la investigación y comercializó productos como el Neobacitrín, una pomada para las irritaciones cutáneas.
En la cofradía Virtelia conoce a Marta Ferrusola Lladós, hija de unos comerciantes originarios de Queralbs. Tras comprometerse formalmente con ella en marzo de 1955, la pareja contrajo matrimonio en el monasterio de Montserrat el 4 de junio de 1956. El matrimonio Pujol-Ferrusola, de profundas convicciones católicas, ha tenido siete hijos.

### Inicios en la política
Pujol fue detenido en 1960 por sus protestas contra la dictadura de Franco en lo que fue conocido como sucesos del Palau de la Música. Acusado de ser autor material de unos panfletos antifranquistas, fue condenado a siete años de prisión. No obstante, fue puesto en libertad dos años y medio después, aunque estuvo confinado un tiempo en Gerona. Inmediatamente comenzó una nueva línea de actividad política con el eslogan «Construyendo el país». Con esto pretendía aumentar el nivel de conciencia nacional de los catalanes y crear instituciones tanto culturales como financieras suficientes para el desarrollo de Cataluña.
En torno a su figura se formó la llamada Convergencia Democrática de Cataluña (CDC), nacida en 1974 originalmente como un movimiento político y, desde febrero de 1976, configurada como un partido político. Convergencia se articularía como una formación política de carácter transversal y que fuera capaz de agrupar a diversos sectores sociales —desde la izquierda a la derecha política—. También fue vicepresidente ejecutivo de Banca Catalana hasta 1976, momento en el que decidió dedicarse profesionalmente a la política. De todas maneras, siguió siendo consejero de la entidad hasta un año después. De cara a las elecciones generales de 1977 —las primeras desde la Guerra civil— Pujol lideró el llamado Pacte Democràtic per Catalunya, que lograría entrar en el Congreso de los Diputados con once escaños.
En 1976 fue reeditado el libro La Inmigración, problema y esperanza de Cataluña —publicado de forma clandestina en 1958—, en el cual entre otras cosas tacha de «gravísima lacra» la inmigración de castellanohablantes a Cataluña. En referencia a los andaluces, llega a afirmar:

Ese hombre anárquico y humilde que hace centenares de años que pasa hambre y privaciones de todo tipo, cuya ignorancia natural le lleva a la miseria mental y espiritual y cuyo desarraigo de una comunidad segura de sí misma hace de él un ser insignificante, incapaz de dominio, de creación. Ese tipo de hombre, a menudo de un gran fuste humano, si por la fuerza numérica pudiese llegar a dominar la demografía catalana sin antes haber superado su propia perplejidad, destruiría Cataluña.

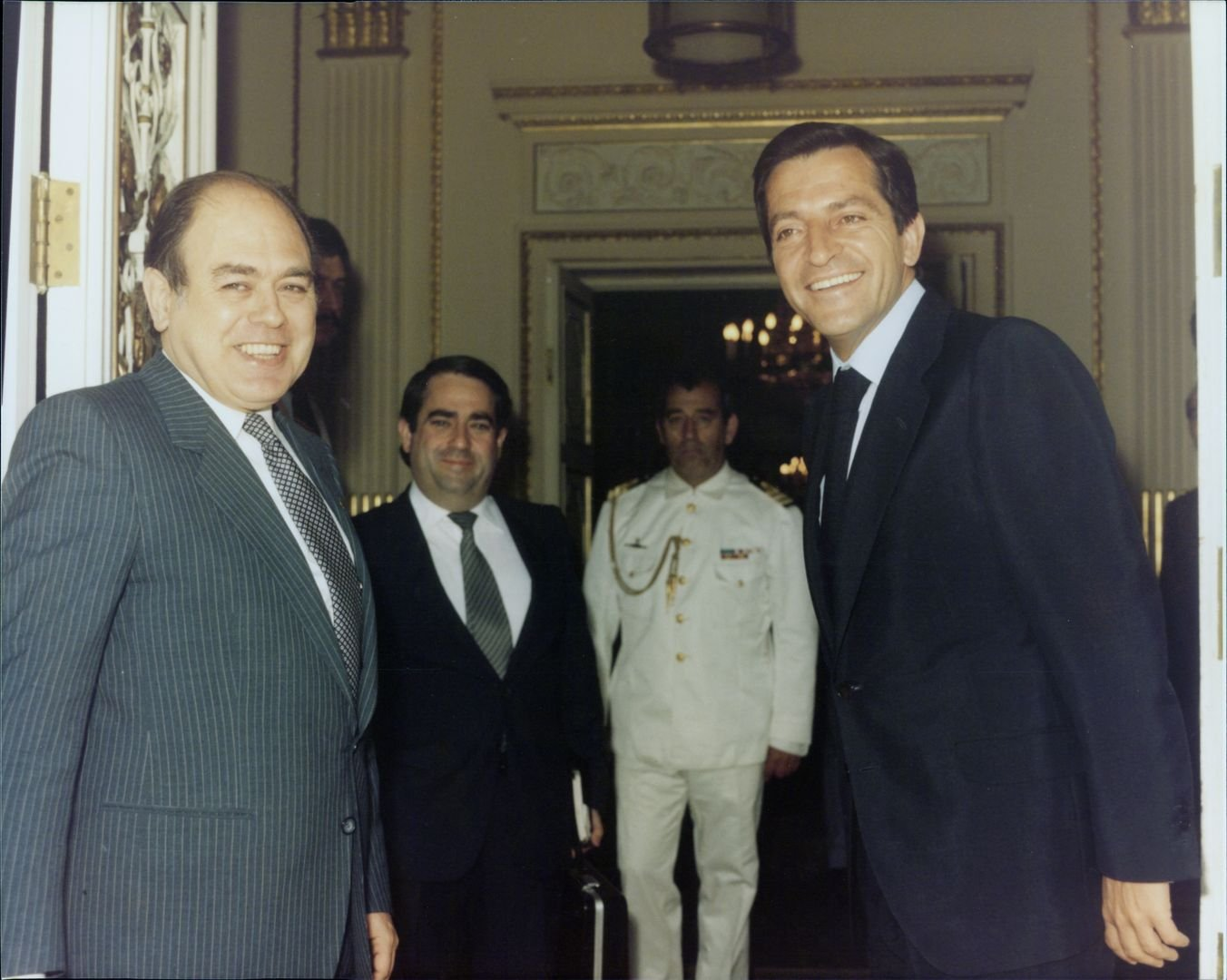
Fotografiado junto con Adolfo Suárez en La Moncloa en 1978.

Tras la restauración de la Generalidad, fue nombrado consejero sin cartera en el gobierno provisional que presidía Josep Tarradellas. En este contexto, el presidente del gobierno Adolfo Suárez —por consejo del ministro de la gobernación, Rodolfo Martín Villa— decidió apoyar a la opción política que representaba Pujol en perjuicio de la que ofrecía Tarradellas, por considerarlo más acorde a sus intereses. Suárez, durante una entrevista con el banquero Manuel Ortínez, llegó a afirmar: «En las próximas elecciones, Pujol sacará mayoría y nosotros le ayudaremos. La colaboración con Pujol será más fácil que con Tarradellas». Durante este tiempo ambos personajes —Pujol y Tarradellas— mantuvieron unas relaciones tensas, no exentas de conflictos y reproches mutuos.
En septiembre de 1978 se firmaron las bases para la constitución de Convergència i Unió (CiU), mediante la coalición de Convergencia con la histórica Unión Democrática de Cataluña (UDC). En las elecciones de 1979, Pujol, que concurrió bajo las siglas de CiU, revalidó su acta de diputado. Aquello le ofreció un trampolín desde el que saltar a la política catalana.

### Presidente de la Generalidad de Cataluña
El 20 de marzo de 1980 se celebraron las elecciones al Parlamento de Cataluña —las primeras desde la Segunda República—, las cuales dieron como fuerza ganadora a CiU, con 45 diputados. Durante la campaña electoral Convergència i Unió contó con un importante y decidido apoyo de la patronal, logrando imponerse a otras fuerzas históricas como ERC o el PSUC. Ello permitió a Pujol formar gobierno, aunque sin contar con la mayoría absoluta. En su discurso de investidura Pujol dejó claro que la política de «reconstrucción nacional» [de Cataluña] iba a ser el eje principal de su gobierno:

Nuestro programa tendrá otra característica: será un programa nacionalista. Si ustedes nos votan, votarán un programa nacionalista, un gobierno nacionalista y un presidente nacionalista. Votarán una determinación: la de construir un país, el nuestro. Votarán la voluntad de defender un país, el nuestro, que es un país agredido en su identidad. Votarán una ambición: la de hacer de Cataluña no un país grande por su fuerza material, que será siempre limitada, sino un país grande por su cultura, su civismo y su capacidad de convivencia.

A su llegada a la Generalidad se encontró con una administración autonómica que comenzaba a organizarse tras las transferencias de competencias que habían tenido lugar durante la etapa anterior, bajo Tarradellas. Sin embargo, Pujol impulsó la promulgación de nuevas políticas. Entre las leyes más importantes aprobadas durante los años de gobierno de Pujol se encuentran las dos relacionadas con la «normalización» y protección de la lengua catalana. La primera fue la Ley de Normalización Lingüística del 6 de abril de 1983, que contó con un apoyo mayoritario del Parlamento de Cataluña. La segunda de estas leyes fue la Ley de Política Lingüística del 7 de enero de 1998, que tropezó con la oposición de aquellos sectores contrarios a la inmersión lingüística de los menores de edad en las escuelas. Mediante una política cultural y educativa impulsada desde la Generalidad se consiguió construir una identidad nacionalista entre la población de Cataluña.
Mediante la ley del 19 de julio de 1983 se estableció la Policía autonómica catalana, que nacía tomando a los Mozos de Escuadra como núcleo de origen. El nuevo cuerpo fue desplegándose progresivamente por toda Cataluña, al tiempo que se producía un repliegue de los cuerpos y fuerzas de seguridad de ámbito nacional —Policía o Guardia Civil—. El gobierno Pujol también impulsó la disolución de la Corporación Metropolitana de Barcelona, por considerarla un «contrapeso» socialista al poder ejercido por CiU desde la Generalidad. Dicho objetivo lo lograría mediante la aprobación en 1987 de la Ley de Ordenación Territorial.
Cuando en 1984 la Fiscalía General del Estado presentó una querella criminal contra Pujol por su implicación en el escándalo «Banca Catalana», este no se vio afectado políticamente; muy al contrario, una parte importante de los catalanes reaccionaron considerando que ello constituía realidad un ataque a Cataluña. El 30 de mayo de 1984, durante un encendido discurso ante varios miles de manifestantes congregados frente al Palacio de la Generalidad, afirmó: «El gobierno central ha hecho una jugada indigna; a partir de ahora, de ética y moral hablaremos nosotros, no ellos». Durante los siguientes años Pujol lograría mantener la hegemonía política en Cataluña.
Como candidato de Convergencia y Unión (CiU), gobernó Cataluña ininterrumpidamente durante veintitrés años desde 1980 hasta 2003, obteniendo tres mayorías absolutas (1984, 1988 y 1992) y tres mayorías simples (1980, 1995 y 1999). Durante estos años CiU se caracterizó por colaborar a la gobernabilidad de España, apoyando desde a Adolfo Suárez durante la Transición (debe recordarse que Pujol fue una pieza clave de la construcción de la España de las Autonomías) pasando por el PSOE de Felipe González en 1993 y a José María Aznar (ver Pacto del Majestic) tras la obtención de la mayoría simple del Partido Popular en las elecciones generales de 1996.
Esta gestión ha sido frecuentemente defendida por sus partidarios, quienes argumentan que Pujol «ha hecho un gran servicio a Cataluña y al conjunto de España». Sin embargo, también contó con detractores a sus políticas, como fue el caso de Josep Tarradellas, quien llegó a calificar su política como una «dictadura blanca».
La estrategia política del partido se correspondía con la visión de Pujol de la autonomía:

[La autonomía] responde a la necesidad de reconocer institucionalmente la voluntad de la manera de ser propia con la intención de acercar el poder al pueblo. Dado que los pueblos de España son diversos, las autonomías han de ser diversas”.[...] [Cataluña] tiene la fuerza moral de haber contribuido de forma importante a la democracia, al progreso y a la paz de toda España; tiene la fuerza moral, también, de haber aplazado a veces aspectos importantes de su reivindicación en nombre de interés general.

En las elecciones regionales de 1999 la coalición CiU volvió a ganar las elecciones, si bien no fue la fuerza más votada —en esta ocasión el PSC, encabezado por Pasqual Maragall, fue la lista que más voto recibió—. CiU se vio obligada a pactar con el PPC, logrando salir elegido Pujol por última vez. Durante esta última legislatura, sin embargo, se evidenció la decadencia política de CiU, que desde los comicios de 1995 había ido perdiendo votos y escaños en detrimento de otras fuerzas —PSC y ERC—.
Desde enero de 2001, cuando Artur Mas, elegido como "sucesor" por el propio Pujol  asumió el cargo de conseller en cap de la Generalidad, se fue produciendo un relevo paulatino en el liderazgo de la federación. Esta designación abrió una crisis en la coalición de CiU, ya que otras personalidades como Duran i Lleida (líder de Unión Democrática de Cataluña) también aspiraban a ese puesto.
En las elecciones de 2003 la coalición CiU, liderada por Artur Mas, no consiguió imponerse y sería desalojada del gobierno por una coalición de partidos, el llamado Tripartit. Pujol abandonó el cargo de presidente de la Generalidad en diciembre de 2003, después de casi un cuarto de siglo en el poder.

### Vida posterior
Tras su salida del poder se retiró de la primera línea política, si bien ello no significó su salida total y retuvo la jefatura de Convergencia Democrática de Cataluña.
En 2003, Jordi Pujol hizo donación a la Biblioteca de Cataluña del fondo bibliográfico reunido en el ejercicio de su cargo de presidente de la Generalidad, formado por más de 16.000 documentos. Mantuvo la presidencia de CDC hasta 2012, cuando el XVI Congreso del partido eligió a Artur Mas nuevo presidente de la formación y a Oriol Pujol —hijo del fundador— secretario general de la misma; Jordi Pujol pasó a ocupar un puesto honorífico.
Cuando en julio de 2014 hizo público que había mantenido en el extranjero una gran suma de dinero sin regularizar, ante la gran presión interna y externa que se encontró, renunció a la presidencia honorífica de CDC y a su sueldo vitalicio como expresidente de la Generalidad. En las mismas fechas su hijo Oriol, considerado su «delfín» político e implicado en el llamado «Caso ITV», también se vio obligado a renunciar a la secretaría general de Convergencia y a su escaño como diputado en el Parlament.

## Controversias

### Medios de comunicación
Miembro del Consejo de dirección de Banca Catalana, Jordi Pujol también realizó diversas incursiones en el ámbito periodístico. En la década de 1970 llegó a adquirir el semanario Destino y el diario El Correo Catalán. Habría comprado ambas cabeceras, que entonces estaban consideradas publicaciones de prestigio, con el objetivo de convertirlas en órganos de expresión personales. Sin embargo, bajo la gestión de Pujol, tanto Destino como El Correo Catalán perdieron sus lectores y acabarían entrando en una profunda crisis, al punto de dejar de editarse. La quiebra económica del antes prestigioso El Correo Catalán, en 1985, se vio envuelta en acusaciones de fraude, con un agujero de setecientos cincuenta y siete millones de pesetas, y su implicación en el caso «Casinos» —un caso de financiación ilegal de Convergencia—.
Además de El Correo Catalán, a través de su propio partido (CDC) y también a través de la Generalidad —mediante subvenciones públicas— se haría con el control del diario catalanista Avui, periódico que atravesaba una mala situación económica. Sin embargo, a pesar del uso de numerosos «fondos de reptiles» y subvenciones públicas de la Generalidad, la publicación sufrió una mala gestión empresarial y acabaría acumulando una deuda de miles de millones de pesetas.
Otro intento periodístico que se habría realizado bajo la influencia de Pujol fue el diario El Observador de la Actualidad, de corte abiertamente pujolista. El Observador fue un proyecto que buscaba desbancar al hegemónico diario barcelonés La Vanguardia, tentativa que sin embargo acabaría fracasando. Hubo también dos proyectos radiofónicos, Avui y Cadena 13, que a pesar de contar con fondos procedentes de la financiación ilegal de Convergencia también terminarían naufragando.

### Quiebra Banca Catalana
En mayo de 1984 Jordi Pujol fue incluido en la querella presentada por la Fiscalía General del Estado, dirigida por Carlos Jiménez Villarejo, contra los exdirectivos de Banca Catalana, y fue objeto también de duros ataques en los artículos de Alfonso Quintà en el diario El País. En octubre de 1984 el magistrado Ignacio de Lecea tomó declaración a Pujol durante dos horas y media en su residencia oficial de la Casa dels Canonges, trámite en el que también estuvieron presentes el fiscal Carlos Jiménez Villarejo y José María Mena, y los abogados defensores Joan Piqué Vidal y Juan Córdoba Roda.
Tanto a Jordi Pujol como a sus hijos se los vincula con diferentes casos de corrupción y con la titularidad de abultadas cuentas corrientes en diferentes paraísos fiscales. A partir de 2012 algunos medios de comunicación empezaron a publicar datos que apuntaban a la existencia de cuentas en Suiza con dinero irregular. A raíz de estas primeras informaciones, el banco suizo Lombard Odier certificó que dichas cuentas no existían, y el Ministerio del Interior aseguró que no reconocía el informe como oficial y que desconocía su autoría. También, en enero de 2013, Pujol afirmó en una entrevista televisiva no tener cuentas en Suiza.

### Caso Pujol

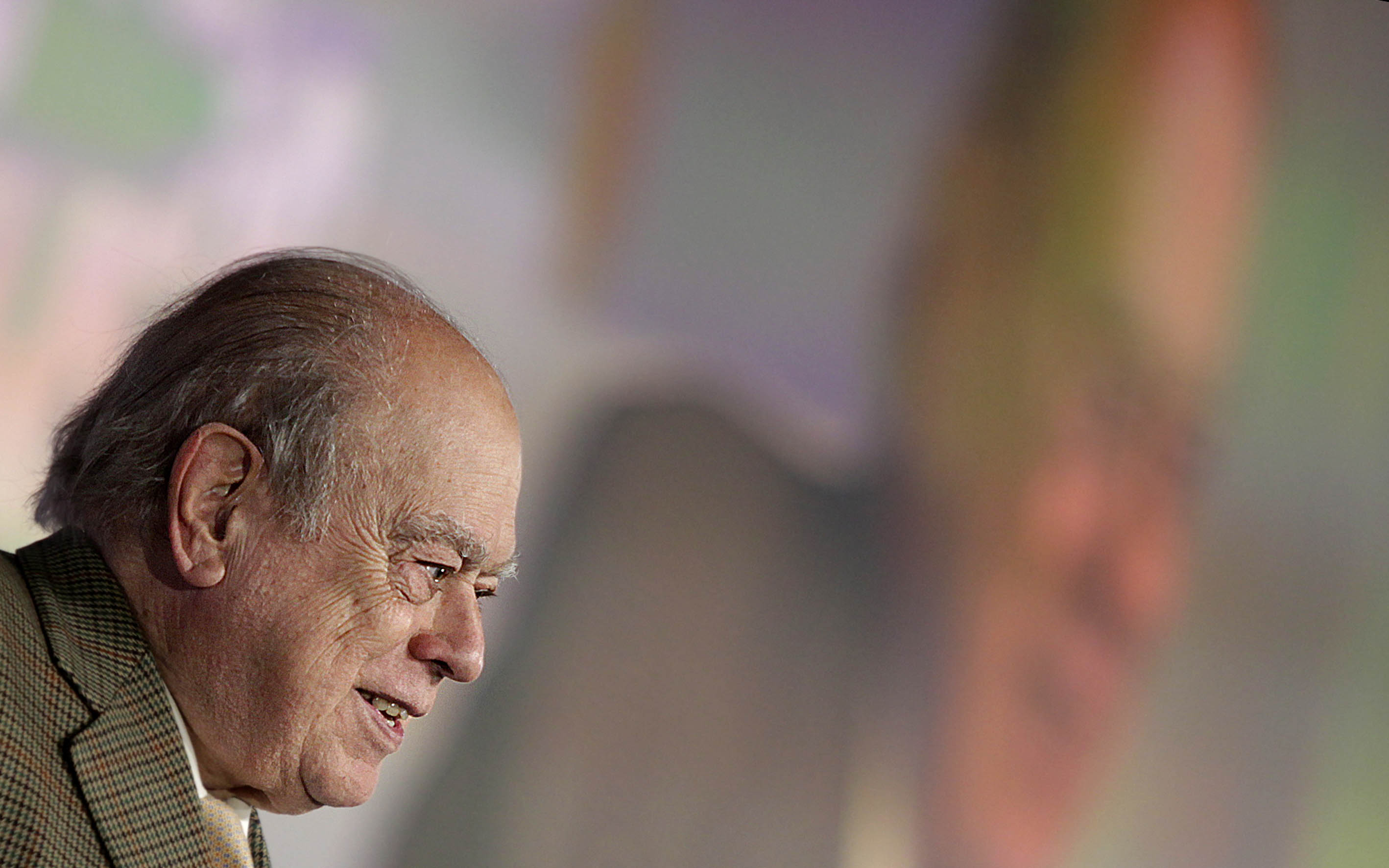
Fotografiado en un congreso de Convergencia Democrática de Cataluña en 2012

El 25 de julio de 2014, Jordi Pujol reconoció en un comunicado enviado a varios medios haber ocultado a la Hacienda Pública durante 34 años «un dinero ubicado en el extranjero», según sus afirmaciones procedente de su padre Florenci Pujol. En ese comunicado Pujol lamentaba no haber encontrado nunca el «momento adecuado» para la regularización de esas cantidades y pedía perdón a la opinión pública. Según varios medios, se trataría de en torno a cuatro millones de euros, ubicados en Andorra, que se habrían beneficiado de la amnistía fiscal (o regularización extraordinaria) promovida por el Gobierno de España en 2012. La confesión de Jordi Pujol generó gran controversia política.
Como reacción, el 28 de julio el sindicato Manos Limpias denunció a Jordi Pujol i Soley y a su esposa ante los juzgados por los delitos de cohecho, tráfico de influencias, delito fiscal, blanqueo de capitales, prevaricación, malversación y falsedad. La denuncia recayó en el juzgado 31 de Barcelona, donde la juez titular, Beatriz Balfagón, acordó abrir diligencias y notificar su decisión a la Fiscalía. Al día siguiente, 29 de julio, el presidente Mas, tras una reunión mantenida con Pujol i Soley, anunció que este renunciaba al sueldo y a la oficina que tenía asignados como expresidente, así como al título honorífico de presidente fundador de CDC y de CiU.
Posteriormente, el consejero de la Presidencia Francesc Homs aclaró que esto incluía renunciar al trato honorífico de Molt Honorable Senyor y a la medalla de oro de la Generalidad. A fecha de 4 de noviembre de 2015, la trama investigada sobre la corrupción de la familia Pujol, se ha ampliado notablemente, incluyendo a numerosos paraísos fiscales en todo el mundo, el proceso judicial es mucho más amplio y la repercusión mediática muy grande.
En mayo de 2017, la Unidad de Delincuencia Económica y Fiscal (UDEF) de la Comisaría General de Policía Judicial concluyó que la familia Pujol-Ferrusola obtuvo un «beneficio económico no justificado» de 69 millones de euros en sus cuentas de Andorra desde 1990, cuando comenzaron una operativa para ocultar «grandes sumas de origen desconocido» que responde a un «plan preconcebido y ordenado», según informa la agencia EFE.
En este informe de 102 páginas, la Policía cree que la dinámica de ocultación de dinero por parte de la familia Pujol se encuadra en un delito de organización criminal, ya que actuaba “como un grupo organizado que veía desarrollando una actividad presuntamente ilícita” liderado por el primogénito, Jordi Pujol Ferrusola.
En julio de 2020, el juez José de la Mata Amaya de la Audiencia Nacional dio por concluida la fase de instrucción considerando que había indicios de delito para juzgar a toda la familia Pujol por delitos de pertenencia a una organización criminal o asociación ilícita, blanqueo de capitales, fraude a la Hacienda Pública y falsedad documental. En el auto se decía que «la familia Pujol Ferrusola ha aprovechado su posición privilegiada de ascendencia en la vida política/social/económica catalana durante decenios para acumular un patrimonio desmedido, directamente relacionado con percepciones económicas derivadas de actividades corruptas».

## Semblanza e ideología
Jordi Pujol ha sido calificado como un político nacionalista, tradicional, pragmático, hábil, astuto y decidido, con una personalidad compleja y carismática. También se le han atribuido rasgos de demagogia, populismo y sectarismo, mientras que el escritor y periodista José Oneto llegó a decir de él que era «el producto típico de una burguesía catalana y característica, y el ejemplo más significativo de la doble personalidad tanto en la política como en el mundo de los negocios».
Como han señalado algunos autores, sus políticas se habrían centrado más en la homogeneización y «catalanización» de la sociedad catalana.
De acuerdo con Xosé Manoel Núñez Seixas, Jordi Pujol fue el principal abanderado de la recomposición ideológica durante el tardofranquismo del conservadurismo católico catalanista prebélico, que conseguiría conciliar una concepción esencialista de signo moral y espiritual de Cataluña con a la vez un reforzamiento de la componente social, priorizando, sobre todo, construir Cataluña. Pujol, inspirado en sus primeros años por el personalismo cristiano de Emmanuel Mounier, y que según Ignasi Riera ya hablaba en sus años de juventud de un «nacionalismo personalista».
Pujol mantuvo un liderazgo político indiscutible en Cataluña durante veintitrés años, tiempo durante el cual se creó en torno a su persona un movimiento político y social que ha venido en ser denominado como «pujolismo». Según Enric Ucelay-Da Cal el éxito de Pujol como figura carismática era una contradicción en sí misma: «menudo, gordo, calvo y mal orador, no encajaba dentro del perfil de líder poderoso. Pero disponía a su favor de una personalidad astuta y de una memoria prodigiosa».
Considerado un independentista «a medias», llegó a decir en una ocasión:

«la independencia es cuestión de futuro, de la próxima generación, de nuestros hijos. Por eso los de la actual generación tenemos que preparar el camino con tres asuntos básicos: el idioma, la bandera y la enseñanza».

En el plano exterior, tanto Pujol como el catalanismo conservador que él acaudilla se han mostrado firmemente partidarios de la causa sionista.
Elogiado por sus defensores como un gran político y un negociador pragmático, ha llegado a ser calificado como «uno de los políticos españoles más importantes del último tercio del siglo XX». El historiador Javier Tusell, que compararía la figura de Jordi Pujol con la de Francisco Cambó, elogió su etapa al frente de la Generalidad como una «bendición» para España y para Cataluña. También se le ha llegado a calificar de «hombre de Estado».
En sentido contrario, sus detractores se han mostrado muy críticos hacia sus políticas. Ha sido acusado de haber implantado y desarrollado una política de adoctrinamiento del nacionalismo catalán en la población catalana, y de haber utilizado el Estatuto de autonomía de Cataluña para adquirir mayores cotas de poder. El histórico dirigente catalanista Josep Tarradellas llegó a calificar la actuación política de Pujol como una «dictadura blanca», al tiempo que criticaba «la peligrosa deriva rupturista, sectaria y victimista que había tomado [Pujol]». Por su parte, Raimundo Boya lo ha tachado de «racista y totalitario». El historiador Gabriel Tortella sitúa a Pujol como uno de los artífices del proceso soberanista catalán, evento que constituiría el objetivo de la política de adoctrinamiento desarrollada por los gobiernos pujolistas.
En 2007, la editorial de Montserrat publicó el libro L’escoltisme i Montserrat, las memorias del monje Andreu Soler. Lo prologaba Jordi Pujol, amigo personal del monje Andreu Soler el cual ha sido descrito como «depredador sexual y pederasta». La publicación El Mundo ofrece más información al respecto en su titular: El nacionalismo ayudó a encubrir los abusos en Montserrat.

## Familia y vida personal
Era hijo de Florenci Pujol y de Marta Soley. Su padre, catalanista y católico practicante, trabajaba de botones en el establecimiento que Banca Marsans tenía en la Rambla de Cataluña de Barcelona y más adelante trabajaría como corredor de bolsa. Su madre descendía de una familia de campesinos. Sus abuelos paternos eran fabricantes de tapones de corcho de Darnius (Gerona), y los maternos eran agricultores de Premiá de Dalt (Barcelona).
Jordi Pujol contrajo matrimonio con Marta Ferrusola Lladós en junio de 1956, con la que ha tenido siete hijos: Jordi (n. 1958), Marta (n. 1959), Josep (n. 1963), Pere (n. 1965), Oriol (n. 1966), Mireia (n. 1969) y Oleguer (n. 1972). Mantiene su residencia en Barcelona. Su mujer, Marta Ferrusola, falleció el 8 de julio de 2024.

## Obras
- —— (1976). La inmigración, problema y esperanza de Cataluña. Barcelona: Nova Terra.[102]
- —— (2008). Memòries: història d'una convicció (1930-1980). Barcelona: Edicions Proa.
- —— (2009). Memòries: temps de construir (1980-1993). Barcelona: Edicions Proa.
- —— (2009). Memorias (1980-1993): tiempo de construir. Barcelona: Ediciones Destino.